# NGC 3493
NGC 3493 је спирална галаксија у сазвежђу Мали лав која се налази на NGC листи објеката дубоког неба.
Деклинација објекта је + 27° 43' 12" а ректасцензија 11h 1m 27,8s. Привидна величина (магнитуда) објекта NGC 3493 износи 14,6 а фотографска магнитуда 15,3. NGC 3493 је још познат и под ознакама UGC 6099, MCG 5-26-36, CGCG 155-44, IRAS 10587+2759, PGC 33249.